# 카일 데이비스 (배우)
카일 데이비스(Kyle Davis, 1978년 7월 9일 ~ )는 미국의 배우이다.

## 출연 작품
- 드라이 윈터 (2021)
- 쇼트웨이브 (2016)
- 인투 더 스톰 (2014)
- 스킨워커 랜치 (2013)
- 아메리칸 호러 스토리 시즌1 (2011)
- 덱스터 시즌6 (2011)
- 오버나잇 (2010)
- 더 라스트 러브크래프트: 레릭 오브 크툴루 (2009)
- 멘 오브 어 서튼 에이지 (2009)
- 13일의 금요일 (2009)
- 매터 (2008)
- 레저렉션 메리 (2007)
- 힛쳐 (2007)
- 필라델피아는 언제나 맑음 시즌1 (2005)
- 크로스로드 (2002)
- 펠리시티 (1998)